# Charles Houry
Charles Baromé Antoine Houry dit Charles Houry, né à Soignies en Belgique le 21 juin 1828 et décédé à Paris le 14 janvier 1898, est un artiste peintre belge d'origine luxembourgeoise.

## Biographie
Peintre de scènes de genre (Paris, Montmartre), de portraits ; peintre sur porcelaine. Naturalisé Français, il fut élève de Léon Cogniet à l'école des beaux-arts de Paris, tout en travaillant à la manufacture de Sèvres en qualité de peintre sur porcelaine. À partir de 1850, il exposa au Salon de Paris. Auguste-Prosper Bernard a été son élève.
Il se marie à Anna Houry le 5 octobre 1853.
Il habite à Paris (IXe) dans le quartier des artistes, au 27 rue Saint-Georges.
Il est enterré au cimetière du Père-Lachaise (80e division).

## Œuvres
- Samson et Dalila, huile sur toile, (247 cm × 145 cm), 1850
- La mort de Charles le Téméraire devant Nancy, huile sur toile, 1852
- Derniers instants de saint-Simon, huile sur toile, 80 cm × 100 cm
- Dans les coulisses, 200 cm × 135 cm[4]